# Sydney Schneider
Sydney Michelle Schneider (Dayton, 31 agosto 1999) è una calciatrice giamaicana, portiere del Tampa Bay Sun e della nazionale giamaicana femminile.

## Biografia
Schneider, nata e cresciuta nel piccolo centro di Dayton, parte di South Brunswick, township della Contea di Middlesex nel New Jersey, Stati Uniti d'America, proviene da una famiglia multiculturale; il padre biologico, Ernie, è tedesco, sua madre, Andrea Wisdom, è nata negli Stati Uniti da padre e madre giamaicani, mentre il suo patrigno, David Kapinos, è di origini polacche.

## Carriera

### Calcio universitario
Iscritta alla University of North Carolina at Wilmington, nel febbraio 2017 Schneider decide di unirsi alla squadra di calcio universitario femminile UNC Wilmington Seahawks. Al suo primo anno parte titolare in tutti i 19 incontri del campionato, diventando il secondo portiere nella storia della scuola a giocare ogni minuto in una stagione. Nei 4 anni di attività nella squadra dell'ateneo matura 44 presenze.

### Club
Schneider viene redatta come 29ª scelta assoluta dal Washington Spirit nel 2021 NWSL Draft, assumendo il ruolo di terzo portiere della squadra dopo la titolare Aubrey Bledsoe e la canadese Devon Kerr.

### Nazionale
Grazie alla sua eterogenea famiglia, Schneider ha la possibilità di scegliere la sua nazionalità sportiva tra Germania, Stati Uniti e Giamaica, scegliendo alla fine quest'ultima. Dopo aver rifiutato l'opportunità di giocare nella formazione Under-17 nel 2015, l'anno successivo accetta di far parte della squadra che partecipa al campionato CONCACAF 2016 di categoria.
Del 2018 è la sua convocazione nella formazione Under-20 che disputa il Campionato nordamericano di Trinidad e Tobago 2018, giocando tutti i tre incontri della fase a gironi prima di venire eliminate.
Con la nazionale giamaicana ha preso parte alla CONCACAF Women's Championship 2018 e alla Coppa del Mondo FIFA 2019.